# Colin Slade
Pour les articles homonymes, voir Slade (homonymie).

a Compétitions nationales et continentales officielles uniquement.

b Matchs officiels uniquement.
Dernière mise à jour le 7 novembre 2021.
Colin Slade, né le 10 octobre 1987 à Christchurch, est un joueur néo-zélandais de rugby à XV jouant au poste de demi d'ouverture. International néo-zélandais, il remporte avec les All Blacks deux titres de champion du monde, en 2011 et 2015.

## Biographie

### Carrière de joueur
Colin Slade fait ses débuts en National Provincial Championship (NPC) en 2008 avec Canterbury lors du match contre Manawatu. Il commence l'année suivante dans le Super 14 avec les Crusaders contre les Chiefs et joue deux saisons avec la franchise néo-zélandaise avant de rejoindre les Highlanders en 2011. Il reste cependant avec l'équipe de Canterbury pour jouer le NPC. En 2010, il obtient sa première sélection avec l'équipe de Nouvelle-Zélande lors du match contre l'Australie du 12 septembre comptant pour le Tri-nations. Il retrouve la sélection nationale l'année suivante pour un test match contre les Fidji le 22 juillet. Les All-Blacks remportent la rencontre facilement sur le score de 60 à 14 et Slade marque 19 points dont un essai, son premier sous le maillot national.
En 2011, il est sélectionné par Graham Henry pour faire partie de l'équipe de Nouvelle-Zélande qui dispute la coupe du monde. Appelé à être la doublure de Daniel Carter, il devient le choix numéro un au poste de demi d'ouverture quand Carter se blesse même si les médias et les spécialistes doutent de ses capacités à remplacer la star néo-zélandaise,. Handicapé par une blessure lors du quart de finale contre l'Argentine, il est remplacé sur le terrain par Aaron Cruden. Contraint de déclarer forfait pour le reste de la compétition, il est remplacé dans le groupe par Stephen Donald. La Nouvelle-Zélande remporte la coupe du monde face à la France en finale le 23 octobre.

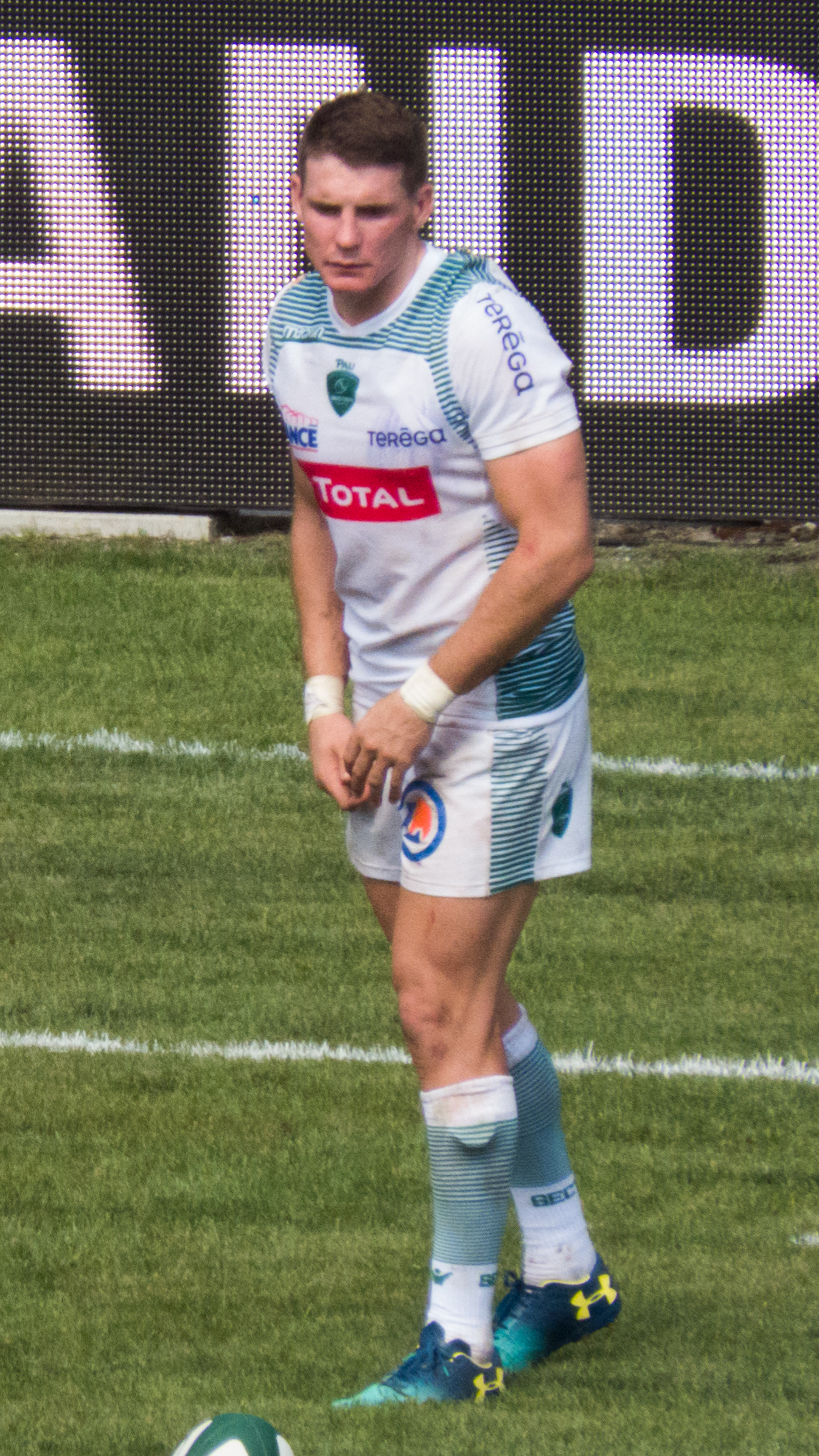
Colin Slade, en 2018, sous le maillot de la Section paloise.

En avril 2015, il signe un pré-contrat de trois ans avec la Section paloise. Il rejoindra Pau, promu en Top 14, juste après la Coupe du monde 2015 disputée en Angleterre (en fonction de sa sélection ou non),. Selon le journal Otago Daily Times, Colin Slade est devancé par Dan Carter, Aaron Cruden et Beauden Barrett en sélection et il n'est pas certain de disputer la Coupe du monde.
Le 30 août 2015, il est sélectionné pour faire partie de l'équipe de Nouvelle-Zélande qui dispute la coupe du monde. Il y dispute une rencontre, face à la Namibie. Avec la victoire des All Blacks en finale face aux Australiens, il obtient son deuxième titre de champion du monde.
En fin de contrat avec la Section paloise en avril 2020, il est libéré par le club pour rentrer en Nouvelle-Zélande et ainsi se rapprocher de la Top League au Japon, championnat pour lequel il a signé un contrat avec l'équipe des Sagamihara Dynaboars,.

### Carrière d'entraîneur
Slade met un terme à carrière de joueur en 2022. En 2023, Slade fait part de son intention de revenir à la Section paloise dans un rôle de coach du jeu au pied.

## Palmarès

### En province et franchise
- Vainqueur du NPC en 2008, 2009 et 2010

### En équipe nationale
- Vainqueur du Tri-nations en 2010, du The Rugby Championship 2013 et 2014
- Vainqueur de la Coupe du monde 2011, 2015

#### Coupe du monde
| Édition               | Rang      | Résultats Nouvelle-Zélande | Résultats C. Slade | Matchs C. Slade |
| --------------------- | --------- | -------------------------- | ------------------ | --------------- |
| Nouvelle-Zélande 2011 | Vainqueur | 7 v, 0 n, 0 d              | 5 v, 0 n, 0 d      | 5/7             |
| Angleterre 2015       | Vainqueur | 7 v, 0 n, 0 d              | 1 v, 0 n, 0 d      | 1/7             |

Légende : v = victoire ; n = match nul ; d = défaite.

#### Tri-nations / The Rugby Championship
| Édition                     | Rang | Résultats Nouvelle-Zélande | Résultats C. Slade | Matchs C. Slade |
| --------------------------- | ---- | -------------------------- | ------------------ | --------------- |
| Tri-nations 2010            | 1    | 6 v, 0 n, 0 d              | 1 v, 0 n, 0 d      | 1/6             |
| Tri-nations 2011            | 2    | 2 v, 0 n, 2 d              | 2 v, 0 n, 1 d      | 3/4             |
| The Rugby Championship 2013 | 1    | 6 v, 0 n, 0 d              | 1 v, 0 n, 0 d      | 1/6             |
| The Rugby Championship 2014 | 1    | 4 v, 1 n, 1 d              | 2 v, 0 n, 1 d      | 3/6             |
| The Rugby Championship 2015 | 2    | 2 v, 0 n, 1 d              | 1 v, 0 n, 0 d      | 1/3             |

Légende : v = victoire ; n = match nul ; d = défaite.

## Statistiques

### En équipe nationale
Depuis sa première sélection en 2010, Colin Slade dispute 21 matchs en équipe nationale, dont sept en tant que titulaire, et marque trois essais, 24 transformations et cinq pénalités, pour un total de 78 points. Il participe notamment à deux Tri-nations en 2010 et 2011, trois Rugby Championship en 2013, 2014 et en 2015. Il participe à deux éditions de la coupe du monde. En 2011 Il dispute cinq rencontres, contre les Tonga, le Japon, la France, le Canada et l'Argentine, et inscrit 36 points, un essai, quatorze transformations et une pénalité. En 2015, il participe à la rencontre face à la Namibie.